# Новые русские бабки
«Новые русские бабки» — комический эстрадный дуэт актёров Игоря Касилова (Клавдия Ивановна Цветочек) и Сергея Чванова (Матрёна Ивановна Нигматуллина).

## История
Дуэт был создан в 1990-е годы в Тольятти (Самарская область) студентами Тольяттинского политехнического института. В это же время Касилов и Чванов сотрудничали с местной телекомпанией «ЛИК», выпускавшей юмористическую программу «Десерт». Известность в родном регионе двое коллег обрели благодаря тольяттинской радиостанции «Август» — сначала Касилов и Чванов крутили небольшие заставки в форме «бабулькиных» диалогов, а через несколько месяцев вышли в прямой эфир. На пике их популярности появилась видеокассета «150 мулек от бабулек».
В 1999 году выступали в «Кубке юмора» Евгения Петросяна. Тогда же состоялся первый сольный концерт «бабок» в Театре эстрады. Впоследствии Матрёна и Цветочек стали участниками многих юмористических телепрограмм — «Смехопанорама», «Кривое зеркало» (с 1 по 64 выпуск), «Шутка за шуткой» и др. С 2005 по 2012 и с 2018 года вместе с Николаем Басковым — ведущие программы «Субботний вечер» на телеканале «Россия».
31 декабря 2009 года «Новые русские бабки» появились в роли Черепах Тортилл на новогоднем мюзикле «Золотой ключик», а 31 декабря 2010 года сыграли роли «паранормальных бабок» в мюзикле «Морозко». Также снялись в одной из серий киножурнала «Ералаш» (выпуск № 185, «Подарок феи»). В 2013 году выступили в КВН в номере команды «Парапапарам», в качестве приглашённых звёзд.
Победители первого сезона шоу «Это смешно» на канале Россия-1. С июня — июля 2015 года по 2016 год вели развлекательное юмористическое шоу «Улица Весёлая» на том же канале.
«Новые русские бабки» — не единственный случай воплощения роли двух старушек мужчинами-юмористами: в СССР большой популярностью пользовался дуэт «Вероника Маврикиевна и Авдотья Никитична», исполнявшийся Вадимом Тонковым и Борисом Владимировым.

## Критика
Дуэт неоднократно критиковался за обилие примитивного юмора в выступлениях. Было отмечено, что артисты очень напоминают трансвеститов. Александр Друзь назвал юмор «бабок» низкопробным. Телекритик Людмила Троицкая отмечала: «Кроме „остроумных“ шуток, в „бабском“ меню пародии на звезд эстрады (вот что у них действительно хорошо получается), „бородатые“ анекдоты, пошлые стишки, народные частушки, „кавээновские“ приколы, давно ушедшие в народ».

## Появления в проектах

### Телепередачи
- «Шутка за шуткой»
- «Кривое зеркало»
- «Смехопанорама»
- «Голубой огонёк на Шаболовке»
- «Шансон года» 2003
- Фестиваль юмора «Юрмала»
- «Юморина»
- «Измайловский парк»
- «Новогодний парад звёзд»
- «Это смешно»
- «Улица Весёлая»
- «КВН» 2013 (СТЭМ со звездой)

### Фильмография
- «Ералаш»
- «Королевство кривых зеркал»
- «Золотой ключик»
- «Морозко» (2010)
- «Две дамы в Амстердаме»
- «Новые приключения Аладдина»

### Пародии
«Новых русских бабок» пародировали в программах «Джентльмен-шоу» (в рубрике «Косое зеркало») и «Большая разница».